# 8872 Ебенум
8872 Ебенум (8872 Ebenum) — астероїд головного поясу, відкритий 4 квітня 1992 року.
Тіссеранів параметр щодо Юпітера — 3,183.